# Orang-pendek
Ten artykuł dotyczy stworzenia, którego istnienia nie potwierdza współczesna zoologia.
Orang-pendek (pol. Niski człowiek) – legendarna hominidalna kryptyda, rzekomo występująca w górskich lasach indonezyjskiej Sumatry.
Osobnik był podobno widziany i opisany przez co najmniej stu ludzi, w tym naukowców i podróżników, lecz mimo tego nadal nie udało się udowodnić faktu jego istnienia. W wyniku kontynuacji badań kryptozoologicznych oraz zainteresowania mediów i turystów, istnienie małpoluda stało się także przynoszącą zyski legendą regionalnego folkloru.

## Opis
Według relacji świadków jest to rudy dwunożny małpolud, przypominający wyglądem orangutana, bądź niskiego człowieka o wzroście w granicach od 80 do 170 centymetrów. Osobnik ma być pokryty rudobrązowym futrem, lśniącym w promieniach słońca.
Ma potężną klatkę piersiową, bardzo silne ramiona i krótkie, szczupłe nogi. Nie ma za to ogona. Budowa jego głowy przypomina nieco głowę goryla: ma cofnięte czoło, szeroko rozstawione oczy, małe uszy, wyraźny, wąski nos (przypominający ludzki) i wąskie usta z szerokimi siekaczami oraz długimi, wystającymi kłami.
Taki wygląd odróżnia go od wszystkich znanych naczelnych.

## Badania
W 1993 roku badania nad Orang-pendkiem rozpoczęła Debbie Martyr — brytyjska naukowczyni i podróżniczka. Zebrała ona wiele relacji tubylców ze spotkań ze stworzeniem, udało jej się zdobyć fragmenty jego sierści. Włosie poddano nawet analizie DNA, jednak niezwykła ruda pigmentacja owłosienia uniemożliwiła wykonanie standardowej analizy DNA.
Debbie Martyr dokonała również odlewu śladów stóp tej dwunożnej istoty. Po analizie stwierdzono, że ślady kryptydy różnią się od śladów zostawianych przez człowieka, orangutana czy gibona, choć posiadają niektóre ludzkie i małpie cechy. Ludzką jest spłaszczona podeszwa, małpią — wyraźnie cofnięty i odstający pod znacznym kątem paluch.
Dr David Chivers z Cambridge University przyznał, że należą one do nieznanego nauce zwierzęcia. Za to według zwolenników kryptozoologii Orang-pendek może być reliktem gatunku Homo erectus. Zainteresowanie fenomenem Orang-pendka wzrosło po odkryciu w 2004 roku, na wyspie Flores, kopalnych szczątków osobnika Homo floresiensis, żyjącego tam jeszcze 50 tysięcy lat temu.